# Gelis sessilis
Gelis sessilis är en stekelart som först beskrevs av Léon Abel Provancher 1874.  Gelis sessilis ingår i släktet Gelis och familjen brokparasitsteklar. Inga underarter finns listade i Catalogue of Life.